# Oljean Ingster
Oljean Ingster (geboren am 2. Februar 1928 in Proszowice im Powiat Proszowicki, gestorben am 20. Mai 2023) war ein polnischer Überlebender des Holocausts. Er war von 1966 bis 2016 Chasan (Kantor) der Synagoge Rykestraße in Berlin und erfüllte dort über einen Zeitraum von 50 Jahren die Funktionen des Vorbeters und Toravorlesers.

## Leben
Sein Vater betrieb eine Samenfabrikation in Proszowice, seine Mutter war Generalvertreterin für ein chemisches Unternehmen. Im Alter von 13 Jahren wurde er mit der gesamten Familie in ein Konzentrationslager verschleppt; die Eltern, die zwei Jahre jüngere Schwester und alle anderen Verwandten kamen um. Ingster überlebte acht verschiedene KZs und fand sich in Schwerin wieder, wo der Todesmarsch aus dem KZ Sachsenhausen am 2. Mai 1945 endete. Er entschloss sich zum Verbleib in Deutschland. Anfangs arbeitete er als Zahnarztgehilfe und setzte seine schulische Ausbildung mit der mittleren Reife fort. Anschließend absolvierte er eine technische Ausbildung und machte an der Abendschule sein Abitur.
Er blieb 15 Jahre in Schwerin. Nach einer gesonderten Ausbildung übernahm er für fünf Jahre das Kantorenamt der jüdischen Gemeinde Schwerin. Anfang der 1960er Jahre wurde er Abteilungsleiter beim VEB Funkwerk Köpenick in Berlin und schloss sich der jüdischen Gemeinde in der Rykestraße in Berlin an. Nach dem Tode des Rabbiners Martin Riesenburger übernahm er 1966 – zunächst nebenberuflich – die Aufgaben des Kantors. Es gab in der DDR damals keinen Rabbiner mehr, Ödön Singer aus Budapest war bis 1969 zeitweise anwesend. Auch die Verbindung zum Rabbinat in West-Berlin war nach dem Bau der Berliner Mauer 1961 stark eingeschränkt. Ingster stellte sich den organisatorischen und seelsorgerischen Aufgaben, die ihm dadurch zuwuchsen, mit großem Erfolg. Er hielt die Gemeinde im Osten Berlins unter schwierigsten Umständen zusammen.
Als Vorstandsmitglied der jüdischen Gemeinde in Ost-Berlin 1971–1990 und der deutsch-israelischen Gesellschaft bis 2005 engagierte er sich für die Verständigung zwischen deutschen Juden, Deutschen anderen Glaubens und Israelis. Er beriet Produzenten, Regisseure und Schauspieler bei DEFA-Produktionen. Im Rahmen der Feierlichkeiten aus Anlass des 50. Jahrestags der Novemberpogrome 1938 wurde er mit dem Vaterländischen Verdienstorden in Silber geehrt, 1999 mit dem Bundesverdienstkreuz am Bande, 2012 mit dem Bundesverdienstkreuz 1. Klasse. Ingster lebte mit seiner Frau Ingrid in Woltersdorf bei Berlin.
Beigesetzt wurde Ingster am 25. Mai 2023 in der Ehrenreihe des Jüdischen Friedhofs in Berlin-Weißensee. 